# Jacob Gilyard
Jacob Gilyard, né le 14 juillet 1998 à Kansas City dans le Missouri, est un joueur américain de basket-ball évoluant au poste de meneur. 

## Biographie

### Carrière universitaire
Entre 2017 et 2022, il joue pour les Spiders de Richmond.

### Carrière professionnelle

#### Grizzlies de Memphis (avril 2023-février 2024)
Après une première saison professionnelle en NBA G League du côté du Hustle de Memphis, il s'engage en NBA aux Grizzlies de Memphis via un contrat two-way début avril 2023. Il est coupé le 24 février 2024.

#### Nets de Brooklyn (mars-avril 2024)
En mars 2024, il signe un contrat two-way avec les Nets de Brooklyn.

## Statistiques

### Universitaires
| Saison    | Équipe   | Matchs | Titul. | Min./m | % Tir | % 3pts | % LF | Rbds/m. | Pass/m. | Int/m. | Ctr/m. | Pts/m. |
| --------- | -------- | ------ | ------ | ------ | ----- | ------ | ---- | ------- | ------- | ------ | ------ | ------ |
| 2017-2018 | Richmond | 32     | 32     | 36.4   | .452  | .384   | .836 | 2.2     | 4.1     | 2.8    | .0     | 11.4   |
| 2018-2019 | Richmond | 31     | 31     | 37.3   | .472  | .363   | .771 | 2.9     | 5.2     | 2.8    | .0     | 16.2   |
| 2019-2020 | Richmond | 31     | 31     | 36.6   | .468  | .367   | .802 | 3.1     | 5.7     | 3.2    | .2     | 12.7   |
| 2020-2021 | Richmond | 23     | 23     | 37.7   | .410  | .336   | .842 | 3.0     | 5.0     | 3.6    | .0     | 12.3   |
| 2021-2022 | Richmond | 37     | 37     | 38.5   | .395  | .360   | .860 | 3.5     | 5.4     | 2.9    | .2     | 13.3   |
| Carrière  | Carrière | 154    | 154    | 37.3   | .439  | .362   | .820 | 2.9     | 5.1     | 3.0    | .1     | 13.2   |

## Palmarès et distinctions individuelles
- Meilleur passeur de NBA G League (2023)
- Meilleur intercepteur de l'histoire de la NCAA Division I
- 2× meilleur intercepteur de NCAA (2020, 2021)
- Senior CLASS Award (2022)
- Atlantic 10 Defensive Player of the Year (2020)
- First-team All-Atlantic 10 (2020)
- 2× Second-team All-Atlantic 10 (2019, 2021)
- Third-team All-Atlantic 10 (2022)
- 4× Atlantic 10 All-Defensive Team (2019–2022)
- Atlantic 10 tournament MVP (2022)

## Records sur une rencontre en NBA
Les records personnels de Jacob Gilyard en NBA sont les suivants, :
| Type de statistique        | Saison régulière | Saison régulière            | Saison régulière |
| Type de statistique        | Record           | Adversaire                  | Date             |
| -------------------------- | ---------------- | --------------------------- | ---------------- |
| Points                     | 14               | Jazz de l'Utah              | 10 novembre 2023 |
| Paniers marqués            | 5                | Jazz de l'Utah              | 10 novembre 2023 |
| Paniers tentés             | 10               | Jazz de l'Utah              | 10 novembre 2023 |
| Paniers à 3 points réussis | 4                | Jazz de l'Utah              | 10 novembre 2023 |
| Paniers à 3 points tentés  | 9                | Jazz de l'Utah              | 10 novembre 2023 |
| Lancers francs réussis     | -                | -                           | -                |
| Lancers francs tentés      | -                | -                           | -                |
| Rebonds offensifs          | 2                | Jazz de l'Utah              | 10 novembre 2023 |
| Rebonds défensifs          | 4                | 2 fois                      | 2 fois           |
| Rebonds totaux             | 5                | 2 fois                      | 2 fois           |
| Passes décisives           | 8                | Jazz de l'Utah              | 10 novembre 2023 |
| Interceptions              | 3                | 2 fois                      | 2 fois           |
| Contres                    | 1                | @ Trail Blazers de Portland | 5 novembre 2023  |
| Balles perdues             | 2                | 2 fois                      | 2 fois           |
| Minutes jouées             | 41               | @ Thunder d'Oklahoma City   | 9 avril 2023     |

- Double-double : 0
- Triple-double : 0

Dernière mise à jour : 21 novembre 2023